# Рейна, Бальдассаре
Бальдассаре Рейна (итал. Baldassare Reina; род. 26 ноября 1970, Сан-Джованни-Джемини, Италия) — итальянский кардинал. Титулярный епископ Аквы Мавританской и вспомогательный епископ Рима с 27 мая 2022 по 6 октября 2024. Наместник Рима и титулярный архиепископ ad personam c 6 января 2023 по 6 октября 2024. Генеральный викарий Рима с 6 октября 2024. Архипресвитер патриаршей Латеранской базилики с 25 октября 2024. Кардинал-священник с титулярной церковью Санта-Мария-Ассунта-э-Сан-Джузеппе-а-Примавалле с 7 декабря 2024. 